# Исматуллаев, Акбар Махкамтохирович
Акбар Махкамтохирович Исматуллаев (узб. Akbar Maxkamtoxirovich Ismatullayev, Akbarjon Maxkamtoxir oʻgʻli Ismatullayev; род. 10 января 1991 года; Ташкент, Узбекская ССР, СССР) — узбекистанский футболист. Защитник клуба «Металлург» (Бекабад) и сборной Узбекистана.
Акбар Исматуллаев является воспитанником ташкентского «Пахтакора». Свою профессиональую карьеру он начал в 2010 году именно в этом клубе. До сегодняшнего времени он выступает за «Пахтакор», в котором провел более 85 матчей.
Исматуллаев провел несколько матчей в составе молодёжной и олимпийской сборной Узбекистана. С 2012 года является членом сборной Узбекистана, за которую он сыграл пять матчей.

## Достижения
- Чемпион Узбекистана: 2012, 2014
- Серебряный призёр чемпионата Узбекистана: 2010
- Бронзовый призёр чемпионата Узбекистана: 2011
- Обладатель Кубка Узбекистана: 2011
- Финалист Суперкубка Узбекистана: 2015